# Republic Records
 (mars 2025).

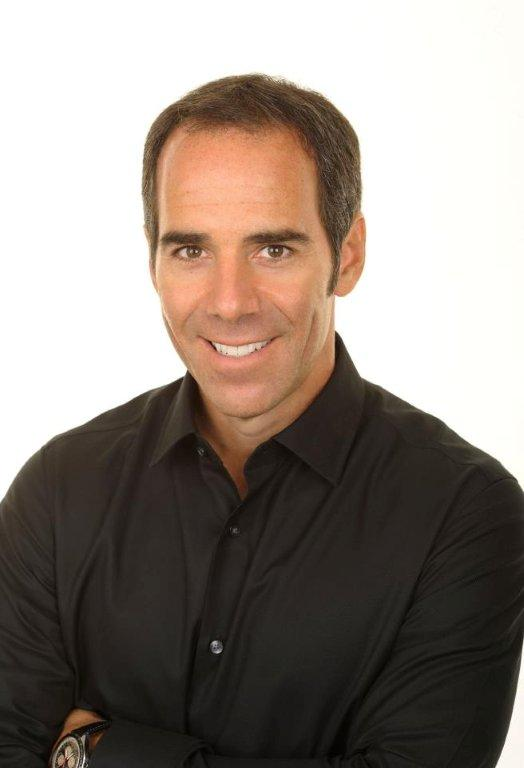
Monte Lipman, cofondateur du label.

Republic Records est une compagnie de disques américaine (1995-2000) créée par Monte Lipman (en) et Avery Lipman en 1995. Le catalogue est racheté par Universal Music Group et renommé Universal Republic Records en 2006, puis la compagnie est relancée sous le nom de Republic Records à partir de 2012.
La maison de disques englobe Cash Money Records ou encore Schoolboy Records. Elle est toujours dirigée par Monte Lipman et son vice-président est Charlie Walk.

## Artistes principaux
- Amy Winehouse
- Angelina Jordan
- Anitta
- Ariana Grande
- Ben Howard
- Birdman
- Blueface
- Clairo
- Conan Gray
- Daddy Yankee
- DNCE
- Drake
- Eddie Vedder
- Felix Jaehn
- FLO
- Florence and the Machine
- Glass Animals
- Greta Van Fleet
- Hailee Steinfeld
- Itzy
- James Bay
- James Blake
- Jessie J
- Jesy Nelson
- Jonas Brothers
- Julia Michaels
- Kid Cudi
- Kim Petras
- Liam Payne
- Lil Wayne
- Lorde
- Martin Solveig
- Metro Boomin
- Mika
- Monsta X
- Nicki Minaj
- Nmixx
- Of Monsters and Men
- Pearl Jam
- Pop Smoke
- Post Malone
- Rilès
- Snow Patrol
- Stevie Wonder
- Stray Kids
- Stromae
- Taylor Swift
- The Weeknd
- TXT
- Twice
- Volbeat
- Yung Gravy